# Tobias Holländer
Tobias Holländer (Hollander) von Bernau (von Berau) (* 24. November 1636 in Schaffhausen; † 3. August 1711 ebenda) war ein Schweizer Vogtherr, Ratsherr, Säckelmeister, Gesandter und Bürgermeister der Stadt Schaffhausen.

## Leben
Der Sohn eines reformierten Pfarrers studierte ab 1651 an der Universität Basel und anschliessend 1653 an der Universität Strassburg. 1661 wurde er Ratsherr in Schaffhausen dann 1665 Vogtrichter, 1666 Zunftmeister der Gerber, 1668 bis 1669 war er Ehrengesandter in den Ennetbirgischen Vogteien, 1672 Seckelmeister der Stadt Schaffhausen, ab 1673 übte er oft das Amt als Gesandter an die Tagsatzungen aus, 1679 wurde er Obervogt über Thayngen, 1682 Statthalter, 1683 Bürgermeister der Stadt Schaffhausen und ab 1698 verfassungswidrig dritter Bürgermeister. In dem kleinen Ort Hofen erwarb er 1684 für eilf Tausend Guldin guter Statt Schaffhauser Müntz ein Anwesen und erbaute hier 3 Jahre später das dann nach ihm benannte Holländerhaus. Hier unterhielt er für sich eine eigene kleine Leibgarde samt Exerzierplatz und Kaserne.
Sein selbstherrliches Verhalten führte im republikanischen Stadtstaat zu erheblichen Zwistigkeiten, 1695 trat er aus Verärgerung zurück, doch bereits 1698 erfolgte seine erneute Berufung, er war zu wichtig, als dass man auf ihn verzichten konnte. So reiste er 1699 bis 1701 nach Wien um Verhandlungen über den Kauf der Hoheitsrechte über den vorderösterreichischen Reiat zu leiten die jedoch für Schaffhausen aufgrund des Büsingerhandels zunächst erfolglos blieben. Kaiser Leopold I. verlieh ihm im Jahr 1678 den Adelstitel von Berau.
Er sammelte Münzen und veröffentlichte mit Sebastian Fäsch Abhandlungen darüber die im Druck erschienen. Auch richtete er sich eine kostbare Bibliothek ein. 1669 schrieb er ein Werk über Astronomie und über die Hoheitsrechte des Reiats.
Seine Tochter, Elisabeth Holländer von Bernau (1659–1702), war Hofdame in Heidelberg und heiratete 1679 Kurfürst Karl I. Ludwig von Pfalz zur linken Hand. Sie hatten zusammen den Sohn Karl Ludwig Holländer (* 17. April 1681 in Schaffhausen), späterer Schwiegervater von Heinrich-Damian Zurlauben (* 1690 in Zug; † 1734 in Reiden).